# LSR 그룹
LSR 그룹(러시아어: ОАО "Группа ЛСР", 영어: LSR Group)은 러시아의 건설사이다. 주 사업 분야로는 건축 자재 개발 및 제조, 빌딩 건설, 부동산 개발 및 관리이다.